# نينا (فلم)
نينا هو فيلم درامي سلوفاكي من إخراج يوراي ليهوتسكي. عُرض الفيلم في قسم السينما العالمية المعاصرة في مهرجان تورونتو الدولي 2017. يحكي الفيلم عن تضرر بطلة السباحة نينا ذات الإثني عشر عامًا عاطفيًا بسبب انفصال والديها.

## فريق العمل
- بيبيانا نوفاكوفا
- روبرت روث
- بترا فورنايوفا
- جوزيف كليندينست

## وصلات خارجية
- مقالات تستعمل روابط فنية بلا صلة مع ويكي بيانات